# Mark Harbers
Markus Gerardus Jozef « Mark » Harbers (né le 19 avril 1969) est un homme politique néerlandais qui est ministre des Infrastructures et de la Gestion de l'eau dans le quatrième cabinet Rutte du 10 janvier 2022 au 2 juillet 2024. Membre du Parti populaire pour la liberté et la démocratie (VVD), il est auparavant  secrétaire d'État à la Justice et à la Sécurité dans le troisième cabinet Rutte du 26 octobre 2017 au 21 mai 2019.

## Jeunesse et éducation
Harbers est né à Ede, en Gueldre. Il étudie l'économie à l'Université Érasme de Rotterdam mais abandonne ses études avant d'obtenir son diplôme.
Ancien employé de communication, Harbers est membre du conseil de district de Kralingen-Crooswijk de 1992 à 1998 et conseiller municipal de Rotterdam de 2002 à 2007. Il est échevin de 2007 à 2009, en charge des affaires économiques, du port de Rotterdam et de l'environnement.
Lors des élections générales de 2006, Harbers occupe la 26e place sur la liste des candidats du VVD ; le parti obtient 22 sièges. Le 1er décembre 2009, il entre à la Chambre des représentants à la suite de la démission d'Arend Jan Boekestijn. Il est réélu en 2010, 2012 et 2017.
Le 26 octobre 2017, Harbers quitte la Chambre des représentants pour devenir secrétaire d'État au ministère de la Justice et de la Sécurité, chargé des affaires d'asile et de migration sous la supervision du ministre Ferdinand Grapperhaus.
Le 21 mai 2019, Harbers démissionne de son poste à la suite de la publication d'un rapport minimisant les crimes commis par les demandeurs d'asile aux Pays-Bas. Il est remplacé par la présidente du Sénat, Ankie Broekers-Knol (en), et réintègre la Chambre des représentants peu après.
Au début de son mandat, Harbers ferme l'espace aérien des Pays-Bas aux avions russes en réponse à l'invasion russe de l'Ukraine en 2022. Il reprend les responsabilités de la ministre de l'Environnement de Vivianne Heijnen (en) pendant son congé de maternité à compter du 25 mai 2024. Le mandat de Harbers en tant que ministre prend fin le 2 juillet 2024, lorsque le cabinet Schoof prête serment.